# Les Oiseaux de lune
Les Oiseaux de lune est une pièce de théâtre écrite par Marcel Aymé en 1955, mise en scène par André Barsacq au Théâtre de l'Atelier. 

## Argument
Le jeune surveillant général d'une boîte à bachot de sous-préfecture détient un étrange pouvoir : il lui suffit de désirer que telle personne se transforme en oiseau pour que la métamorphose s'accomplisse et que des ailes poussent à ses victimes...

## Théâtre de l'Atelier,1955
La pièce a été créée au Théâtre de l'Atelier le 15 décembre 1955.
- Mise en scène : André Barsacq
- Décors et costumes : Jacques Noël
- Personnages et interprètes :
  - Valentin : Jacques Duby
  - Sylvie : Françoise Rasquin
  - Martinon : Jacques Charby
  - Elisa : Pascale de Boysson
  - Chabert : Camille Guérini
  - Malfrin : Marcel Pérès
  - Grindet : Marc Eyraud
  - Belin : Jean-Loup Philippe
  - Du Perrier : Jean Roquelle
  - Mme Chabert : Renée S. Passeur
  - Mme Bobignot : Madeleine Barbulée
  - Ariane : Gisèle Touret
  - Mme Martinon : Colette Proust
  - Périsson : Lucien Hubert
  - Etienne : Daniel Goldenberg
  - Martine : Jacqueline Danno
  - L'Inspecteur d'Académie : Paul Barral
  - L'Inspecteur Général : Henri Gaultier
  - Morin : Jacques Rispal
  - Seligmann : Alain Maillet
  - Un élève : Jacques Ruisseau

## Reprise
1957 Théâtre de l'Atelier
avec Claude Laydu (Valentin), Anne Doat (Sylvie), Pierre Blanchar (Chabert), Juliette Faber (Elisa), Gy Michel (Martinon), Jean-François Adam (Arbelin)

## Adaptation télévisuelle
Une adaptation télévisuelle a été réalisée en 1971 au Théâtre de l'Atelier par André Barsacq. 

### Distribution
- - Jacques Duby (Valentin)
  - Claude Jade (Sylvie)
  - Pascale de Boysson (Elisa)
  - Jean-Gabriel Nordmann (Martinon)
  - Marcel Cuvelier (Chabert)
  - Pierre Arditi (l'inspecteur Grindot)
  - Henri Lambert (l'inspecteur Malfrin)
  - Madeleine Barbulée (Mme Bobignot)
  - Daniel Rivière (Arbelin)
  - Philippe Noël (Duperrier)
  - Luce Garcia-Ville (Mme Chabert)

## Sujet
Le jeune Valentin, doué d'imagination, est surveillant dans une école privée. Bien qu'il soit amoureux de la secrétaire Sylvie, il se trouve au milieu d'un monde humain sans joie. Tout comme il est harcelé en tant que maître auxiliaire, Sylvie doit elle aussi faire ses preuves à l'école. Elle veut enfin obtenir son baccalauréat et travaille donc en plus comme secrétaire de Chabert.
L'égoïsme et la méchanceté, la cupidité et l'avarice, l'envie de plaire et l'instinct incontrôlé, la duplicité et la jalousie caractérisent la vie de la famille du directeur ; Chabert et Valentin eux-mêmes sont mariés sans bonheur, leurs mariages sont une formalité inutile : Parents et enfants sont sur le pied de guerre ; le vieux Chabert souffre des affres du travail, sa fille Elisa de sa laideur, ses gendres sont des bons à rien professionnels qui ne savent que mettre au monde un surplus d'enfants non désirés, tandis que sa femme cherche à valoriser sa vie inaboutie par le luxe de chapeaux voyants et d'escapades amoureuses.
La pauvreté et les disputes au sein de la famille de la direction de l'école sont malencontreusement ponctuées par l'insubordination, la stupidité et l'instinct des élèves, par la cruauté et la vie dissolue de leurs parents.
Face à cette existence globalement peu digne d'un être humain, Valentin décide de transformer l'humanité environnante en oiseaux, ce qu'il appelle de manière significative une "opération mentale", c'est-à-dire pas une magie, pas un tour de passe-passe.
C'est ainsi que Valentin enchante rapidement et sans trop se faire prier tous ceux qui le "gênent ( !)", comme il le dit. Il ensorcelle encore hors champ le professeur de mathématiques Bobignot, qui le harcèle. Mais lorsque sa belle-mère Amandine Chabert menace de renvoyer Sylvie, à moins que Valentin ne s'engage dans une aventure sexuelle avec sa belle-mère, elle est transformée en oiseau. Les élèves impudiques et sans talent Duperrier et Arbelin veulent une fois de plus s'en prendre à Sylvie et finissent en oiseaux. Les inspecteurs Malfrin et Grindet, avides d'arrestations et "grossiers", le sadique Papa Périsson, les représentants bureaucratiques sans humour de l'administration scolaire et finalement presque tous les gens autour de lui, Valentin les transforme en oiseaux.
Seul son amour pour Sylvie le conforte. L'élève Raoul Martinon fait également la cour à Sylvie. Sylvie est sincère avec Valentin et ils sont les seuls à ne pas être transformés. Lorsque la lune se transforme, ses beaux-frères deviennent des escargots et les sœurs d'Elisa des pélicans.
Cependant, loin d'être rejetés et victimes d'un mauvais sort, les transformés se révèlent libérés et heureux. Enfin, les oiseaux lunaires qui redeviennent humains à la nouvelle lune témoignent eux-mêmes de la qualité morale supérieure de leur existence d'oiseaux, car ils ont enfin gagné la vue de l'essentiel.